# Haim Mordechai Roller
Chaim Mordechai Roller (n. 22 martie 1868, Roman, Roman, România – d. 3 noiembrie 1946) a fost un rabin român, supraviețuitor al Holocaustului. Acesta este cunoscut deoarece, împreună cu Iosif Adler și Alexandru Șafran, a încercat să readucă la viață comunitatea evreiească din România după Holocaust, lucru ce nu a fost permis de autoritățile comuniste.